# Hoplostethus vniro
Hoplostethus vniro är en fiskart som beskrevs av Kotlyar, 1995. Hoplostethus vniro ingår i släktet Hoplostethus och familjen Trachichthyidae. Inga underarter finns listade i Catalogue of Life.